# カーソン・ウェンツ
カーソン・ジェームズ・ウェンツ（Carson James Wentz, 1992年12月30日 - ）は、アメリカ合衆国ノースカロライナ州ローリー出身のプロアメリカンフットボール選手。ポジションはクォーターバック。

## 経歴
ノースカロライナ州ローリーに生まれるも、3歳のときに家族とともにノースダコタ州に引っ越した。ノースダコタ州の州都ビスマークにあるセンチュリー・ハイスクールではディフェンシブバック (DB) やクォーターバック (QB) としてプレーした。そのほかバスケットボールや野球もプレーしていた。

### 大学時代
大学時代はDivision I FCSに属するノースダコタ州立大学でプレーした。
初年度はレッドシャツ（練習生）として過ごし、3年次から先発QBに昇格。2014年、2015年のFCSチャンピオンシップ制覇に大きく貢献した。
また、大学に入学した2011年からレッドシャツシニアとしてプレーした2015年までノースダコタ州立大学はFCS5連覇を達成しており、FCSではあるがウェンツは全ての年で優勝を経験した選手である。

### プロ入り後

#### フィラデルフィア・イーグルス
2016年4月28日、NFLドラフトでフィラデルフィア・イーグルスが1巡目（全体2番目）でウェンツを指名した。
ノースダコタ州立大学はDivision I FCSのミズーリ・バレー・フットボール・カンファレンスに属しているが、階層化が進むカレッジフットボールにおいて、Division I FCSのカンファレンスは、ボウルゲームが開催され、全米で注目されるDivision I FBSに比較して格下のリーグ（事実上の2部リーグ）と評価されていた。ウェンツの全体2番目での指名は、ノースダコタ州立大学としては勿論、Division I FCSの選手としても史上最高の指名順位である事が大きな話題となった。

#### 2016年
大きな期待を背負って入団したウェンツだが、当初は2015年に先発を務めたサム・ブラッドフォードが引き続き先発を務める予定になっており、ウェンツ自身もプロデビュー戦となったプレシーズンのタンパベイ・バッカニアーズ戦で肋骨を骨折し、重傷ではなかったものの、無理をさせないため早々にプレシーズン全休が発表されていた。
だが、9月に入ってミネソタ・バイキングスのテディ・ブリッジウォーターがシーズン全休となる大怪我を負い、それを知ったイーグルスは先発QBを失ったバイキングスの弱みに付け込むようにブラッドフォードをバイキングスに放出。ウェンツを手に入れるため失った1巡を取り戻すとともに、HCのダグ・ピーダーソンから開幕戦の先発QBにウェンツが指名された。
開幕戦のクリーブランド・ブラウンズ戦では278ヤード2TDの大活躍で勝利に貢献し、続くシカゴ・ベアーズ、ピッツバーグ・スティーラーズ戦も勝利に導いた。開幕3連勝に導く活躍により、9月の月間最優秀新人賞を受賞した。
バイウィークを挟んだ第5週のデトロイト・ライオンズ戦で試合終盤にプロ初のインターセプトとともに初敗北を喫すると、その後は調子を大きく落とした。全16試合に先発出場し、イーグルスのルーキーとして数々の記録を作ったほか、シーズンのパス成功数のルーキー記録を更新したものの、初年度は7勝9敗と負け越しに終わった。

#### 2017年

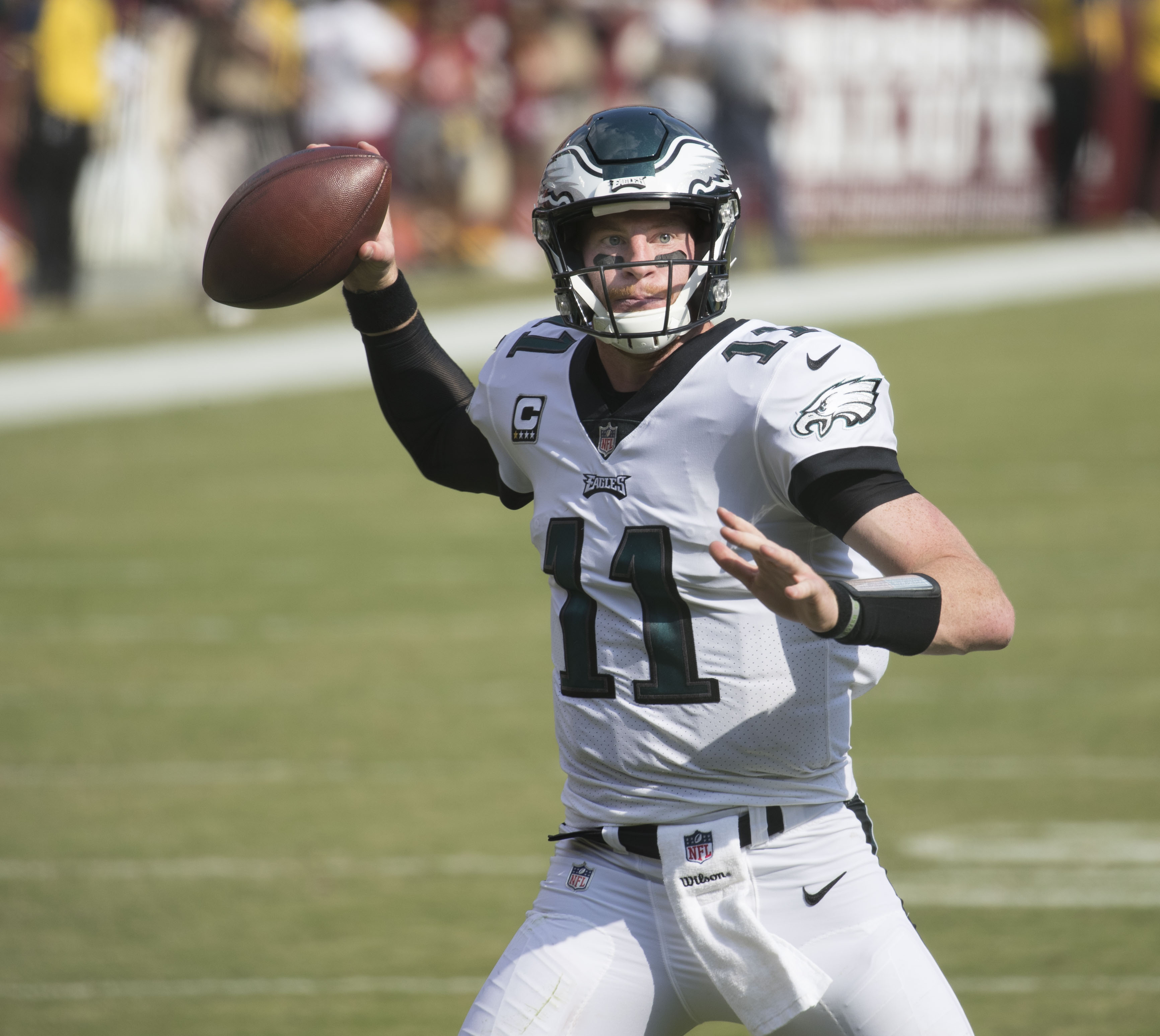
2017年シーズン第1週ワシントン・レッドスキンズ戦でパスを投げるウェンツ

2017年シーズンは2年目ながらチーム史上初めて設けられたキャプテンの一人に任命され、キャプテンマーク付きのユニフォームでプレーする事となった。
第1週のワシントン・レッドスキンズ戦で、ウェンツはパス39回中26回成功し、307ヤード、2タッチダウン、1インターセプトをマークした。この試合でイーグルスは30対17でレッドスキンズを破った。第2週のカンザスシティ・チーフス戦では46回のパスを投げて25回成功、333ヤード、2タッチダウン、1インターセプトをマークしたものの、イーグルスはチーフスに20対27でチーフスに敗れた。第3週のニューヨーク・ジャイアンツ戦でウェンツはパス31回中21回成功し、176ヤード、1タッチダウンをマークし、27対24での勝利に貢献した。第4週のロサンゼルス・チャージャーズ戦ではパス31回中17回に成功、242ヤード、1タッチダウンをマークし、イーグルスは3勝目をあげた。第5週のアリゾナ・カーディナルス戦ではパス30回中21回成功、304ヤード、4タッチダウン、1インターセプトと活躍し、チームも34対7でカーディナルスを圧倒した。第6週のサーズデーナイトゲームではカロライナ・パンサーズと対戦し、ウェンツはパス30回中16回成功、222ヤード、3タッチダウンでチームの勝利に貢献した。第7週でイーグルスは地区首位を争うワシントン・レッドスキンズと対戦した。この試合でウェンツはパス25回中17回成功、268ヤード、4タッチダウン、1インターセプトと好調で、チームも34対24で6勝目をあげた。次戦のサンフランシスコ・フォーティナイナーズ戦ではパス32回中18回に成功し、211ヤード、2タッチダウン、1インターセプトをマークした。チームは33対10でフォーティナイナーズに勝利した。第9週ではホームでデンバー・ブロンコスと対戦し、ウェンツはパス27回中15回成功、199ヤード、4タッチダウンをマークした。この試合でイーグルスは51対23とブロンコスを圧倒した。第10週のバイ・ウィークの後、第11週のダラス・カウボーイズとの同地区対決では、パス27回中14回に成功し、168ヤード、2タッチダウンをマークし、チームの勝利に貢献した。ホームで迎えた第12週のシカゴ・ベアーズ戦では、36回のパスを投げて23回成功、227ヤード、3タッチダウンをマークし、チームは31対3で9連勝を遂げた。第13週ではシアトル・シーホークスと対戦した。ウェンツはパス38回中24回を通して280ヤード、1タッチダウンをマークしたが、チームは10対24でシーホークスに敗れシーズン2敗目を喫した。
12月10日に行われた第14週のロサンゼルス・ラムズ戦で、ウェンツは第3クォーターに左膝前十字靭帯を断裂した。同月、左膝前十字靭帯の手術に成功した。
IR登録され残りのシーズンは全休となったが、レギュラーシーズンを13勝3敗で終えてNFCトップシードとなったイーグルスはウェンツの後を継いだニック・フォールズとリーグ最強のDLを看板とした強力ディフェンスの活躍でプレーオフを勝ち進み13年ぶりのスーパーボウル進出を決める。第52回スーパーボウルではニューイングランド・ペイトリオッツを41-33で破り、チーム史上初のスーパーボウル制覇を達成するとともに自身もチャンピオンリングを獲得した。

#### 2018年
前十字靭帯断裂からの復帰を目指した2018年シーズンは最初の2試合を欠場し、第3週のインディアナポリス・コルツ戦から復帰した。前年度王者として連覇を期待されたシーズンだったが、チームはウェンツ先発時は5勝6敗と不安定な戦いを続け、ウェンツも第14週のダラス・カウボーイズ戦を最後に腰の骨折で離脱した。再度フォールズに先発QBを託したチームは残り3試合を3連勝で乗り切り9勝7敗でプレーオフに進むが、ディビジョナルプレーオフで敗れ連覇を逃すとともに、ウェンツ自身も2年連続サイドラインからチームを見守るシーズンとなった。

#### 2019年
スーパーボウルMVPのフォールズが移籍し、エースQBとしてプレーオフに導く事が義務付けられた2019年シーズンだったが、WRを中心にケガ人が続出したこともあり、前年に続き苦戦する事となった。第11週から第14週まで3連敗を喫し、イーグルスも5勝7敗と追い詰められるがそこから奮起し、残り4試合を1195ヤード、7TD、0INTという驚異的なパフォーマンスで4連勝を飾った。チームを地区優勝に導くとともに、自身初のプレーオフ出場を決めた。5勝7敗からプレーオフ進出を果たしたのは史上7チーム目のことだった。
2016年以来の全16試合出場となったウェンツだが、最終的に獲得した4039パス獲得ヤードはチーム史上初の4000ヤードとなった。また、500ヤードをレシーブしたWRがいない（最大でアルション・ジェフリーの490ヤードである）チームでの4000ヤード達成はNFL史上初の快挙となった。
プレーオフの初戦となった対シアトル・シーホークス戦は、第1Qでジャデベオン・クラウニーのヒットを受けた際に脳震盪を発症して試合から離脱。代わって出場したQBジョシュ・マカウンが奮闘するも17-9で敗れ、ウェンツ初のプレーオフは僅か8プレーに終わった。

#### 2020年
オフェンスラインやレシーバー陣に怪我人が続出したことで、パス成功率が低下するなど結果を残せなくなった。12試合の出場にもかかわらず、リーグ最多の50サックを喫し、第14週からはジェイレン・ハーツに先発QBの座を譲ることになった。

#### 2021年
引退によりエースQBのフィリップ・リバースを失ったインディアナポリス・コルツに、2021年ドラフト3巡目指名権と条件付き2022年ドラフト2巡目指名権―ウェンツがコルツでスナップの75％に参加すれば1巡目指名権になるもの―と交換にトレードで移籍した。シーズンでは、開幕前に足の手術を受け、シーズン中も足首の捻挫やCOVID-19プロトコル入りなどのアクシデントに見舞われた。それでもウェンツは全試合先発を達成し、27タッチダウン（7インターセプト）という及第点の成績を挙げた。チームはシーズン最終盤までプレーオフ争いを演じていたが、勝てばプレーオフ進出となる最終週で地区最下位のジャクソンビル・ジャガーズ相手に不覚を取り、ポストシーズン進出を逃した。

#### 2022年
2022年3月9日、ワシントン・コマンダースに、対価として2022年のドラフト3巡目、2023年のドラフト3巡目を譲渡され、かつ2022年のドラフト2巡目を交換するトレードが報道された。
開幕戦のジャガーズ戦では4つのタッチダウンを挙げ、28-22の勝利に貢献した。第3週では本拠地に古巣・イーグルスを迎え、移籍後初対戦となったが9回のサックを浴び、試合も8-24で敗れた。第6週のシカゴ・ベアーズ戦で薬指を骨折し、戦線から離脱した。第16週のサンフランシスコ・フォーティナイナーズ戦にてテイラー・ハイニケの救援として復帰し、翌17週のクリーブランド・ブラウンズ戦で先発起用されたが、3インターセプトを喫し10-24で敗れた。またこの敗戦によりチームのポストシーズン進出の可能性が絶たれてしまった。このシーズンは7試合に先発し、11タッチダウン・9インターセプトという成績に終わった。
シーズン後にチームから放出された。

#### ロサンゼルス・ラムズ
コマンダーズから放出された後は獲得のオファーを待っていたが、オフシーズン中に手を挙げるチームは現れず、シーズンも中盤に入った頃の2023年11月8日にロサンゼルス・ラムズと契約を結んだ。
シーズンの大半を控えとして過ごし、先発出場はマシュー・スタッフォードを温存した最終戦のサンフランシスコ・49ers戦のみだったが、163ヤード2TDパス（1INT）にラン56ヤード1TDランの活躍でラムズを勝利に導いた。シーズン終了後FAとなった。

#### カンザスシティ・チーフス
2024年4月1日にカンザスシティ・チーフスとの1年契約が報道され、4月4日に正式な契約を結んだ。
AFC第1シードを確定させていたチーフスはデンバー・ブロンコスとのレギュラーシーズン最終戦でパトリック・マホームズの代わりにウェンツを先発させた。パス17回中10回を成功させたものの、パス獲得ヤードは98に留まり、0-38と得点を奪えず敗戦した。

## 詳細情報

### 年度別成績

#### レギュラーシーズン
| 年度     | チーム   | 背 番 号 | 試合 | 試合 | パス      | パス      | パス      | パス        | パス             | パス | パス | パス          | ラン      | ラン        | ラン             | ラン | ファンブル    | ファンブル |
| 年度     | チーム   | 背 番 号 | 出場 | 先発 | 成功 回数 | 試投 回数 | 成功 確率 | 獲得 ヤード | 平均 獲得 ヤード | TD   | Int  | レイテ ィング | 試行 回数 | 獲得 ヤード | 平均 獲得 ヤード | TD   | ファン ブル数 | ロスト     |
| -------- | -------- | -------- | ---- | ---- | --------- | --------- | --------- | ----------- | ---------------- | ---- | ---- | ------------- | --------- | ----------- | ---------------- | ---- | ------------- | ---------- |
| 2016     | PHI      | 11       | 16   | 16   | 379       | 607       | 62.4      | 3,782       | 6.2              | 16   | 14   | 79.3          | 46        | 150         | 3.3              | 2    | 14            | 3          |
| 2017     | PHI      | 11       | 13   | 13   | 265       | 440       | 60.2      | 3,296       | 7.5              | 33   | 7    | 101.9         | 64        | 299         | 4.7              | 0    | 9             | 3          |
| 2018     | PHI      | 11       | 11   | 11   | 279       | 401       | 69.6      | 3,074       | 7.7              | 21   | 7    | 102.2         | 34        | 93          | 2.7              | 0    | 9             | 6          |
| 2019     | PHI      | 11       | 16   | 16   | 388       | 607       | 63.9      | 4,039       | 6.7              | 27   | 7    | 93.1          | 62        | 243         | 3.9              | 1    | 16            | 7          |
| 2020     | PHI      | 11       | 12   | 12   | 251       | 437       | 57.4      | 2,620       | 6.0              | 16   | 15   | 72.8          | 49        | 258         | 5.3              | 5    | 10            | 4          |
| 2021     | IND      | 2        | 17   | 17   | 322       | 516       | 62.4      | 3,563       | 6.9              | 27   | 7    | 94.6          | 57        | 215         | 3.8              | 1    | 8             | 5          |
| 2022     | WAS      | 11       | 8    | 7    | 172       | 276       | 62.3      | 1,755       | 6.4              | 11   | 9    | 80.2          | 22        | 86          | 3.9              | 1    | 6             | 1          |
| 2023     | LAR      | 11       | 2    | 1    | 17        | 24        | 70.8      | 163         | 6.8              | 2    | 1    | 99.8          | 17        | 56          | 3.3              | 1    | 0             | 0          |
| 2024     | KC       | 11       | 3    | 1    | 12        | 19        | 63.2      | 118         | 6.2              | 0    | 0    | 80.6          | 3         | 0           | 0.0              | 0    | 0             | 0          |
| NFL：9年 | NFL：9年 | NFL：9年 | 98   | 94   | 2,085     | 3,327     | 62.7      | 22,410      | 6.7              | 153  | 67   | 89.3          | 357       | 1,418       | 4.0              | 110  | 72            | 29         |

- 2024年度シーズン終了時
- 太字は自身最高記録
- ■はリーグ最高記録

#### ポストシーズン
| 年度 | チーム | 試合 | 試合 | パス      | パス      | パス      | パス        | パス             | パス | パス | パス          | ラン      | ラン        | ラン             | ラン | ファンブル    | ファンブル |
| 年度 | チーム | 出場 | 先発 | 成功 回数 | 試投 回数 | 成功 確率 | 獲得 ヤード | 平均 獲得 ヤード | TD   | Int  | レイテ ィング | 試行 回数 | 獲得 ヤード | 平均 獲得 ヤード | TD   | ファン ブル数 | ロスト     |
| ---- | ------ | ---- | ---- | --------- | --------- | --------- | ----------- | ---------------- | ---- | ---- | ------------- | --------- | ----------- | ---------------- | ---- | ------------- | ---------- |
| 2019 | PHI    | 1    | 1    | 1         | 4         | 25.0%     | 3           | 0.8              | 0    | 0    | 39.6          | 0         | 0           | 0                | 0    | 1             | 0          |
| 計   | 計     | 1    | 1    | 1         | 4         | 25.0%     | 3           | 0.8              | 0    | 0    | 39.6          | 0         | 0           | 0.0              | 0    | 1             | 0          |

- 2019年度シーズン終了時
- 太字は自身最高記録